# 金桥碧云美术馆
金桥碧云美术馆是中華人民共和國上海市浦東新區金桥碧云国际社区的一個美術館。

## 历史
於2019年4月20日開幕。該美術館总建筑面积5100平方米，展廳面積為2000平方米，美術館共有地上2層和地下一層。地下室為近近400平方米的文物仓储空间。